# Konstancjusz
Konstancjusz – imię męskie pochodzenia łacińskiego. Wywodzi się od słowa  constans oznaczającego "stały", "prawidłowy". Jego patronem jest św. Konstancjusz, biskup (II wiek).
Odpowiedniki w innych językach:
- łacina - Constantius
- język niemiecki - Constantius
- język angielski - Constantius

Konstancjusz imieniny obchodzi: 29 stycznia, 25 lutego, 26 sierpnia, 23 września, 5 października, 30 listopada i 12 grudnia.
Zobacz też:
- św. Konstancjusz
- Konstancjusz II - cesarz rzymski
- Konstancjusz I Chlorus

Żeński odpowiednik: Konstancja